# Eurybia jemima
Eurybia jemima is een vlindersoort uit de familie van de prachtvlinders (Riodinidae), onderfamilie Riodininae.
Eurybia jemima werd in 1869 beschreven door Hewitson.